# Hagalaz
Hagalaz (ook wel Haglan) is de negende rune van het oude futhark. De klank is 'H'.
Hagalaz is de eerste rune van de tweede Aett. De letterlijke betekenis is hagel of hagelsteen.
Het symbool van deze rune in het oud-Noordse of Skandinavische runenschrift (het onderste) komt terug in het zespuntige kruis in het zonnerad.

## Karaktercodering
| Unicode Codepoint | U+16ba                |
| Unicode-Name      | RUNIC LETTER HAGLAZ H |
| HTML              | &#5818;               |